# Spišská Nová Ves
Spišská Nová Ves és una ciutat d'Eslovàquia. Es troba a la regió de Košice, és capital del districte de Spišská Nová Ves. La ciutat es troba prop del Parc Nacional del Paradís Eslovac.

## Història
La primera referència escrita de la vila data del 1268.

## Demografia
| Godina             | 1994   | 2004   | 2014   | 2024   |
| ------------------ | ------ | ------ | ------ | ------ |
| Nombre de persones | 38.888 | 38.727 | 37.707 | 34.255 |
| Diferència         |        | −0,41% | −2,63% | −9,15% |

| Godina             | 2023   | 2024   |
| ------------------ | ------ | ------ |
| Nombre de persones | 34.544 | 34.255 |
| Diferència         |        | −0,83% |

## Ciutats agermanades
- Youngstown, Estats Units
- Joinville, Brasil
- L'Aigle, França
- Nitra, Eslovàquia
- Havlíčkův Brod, República Txeca
- Kisújszállás, Hongria
- Préveza, Grècia
- Alsfeld, Alemanya
- Clausthal-Zellerfeld, Alemanya
- Grójec, Polònia